# 조코인

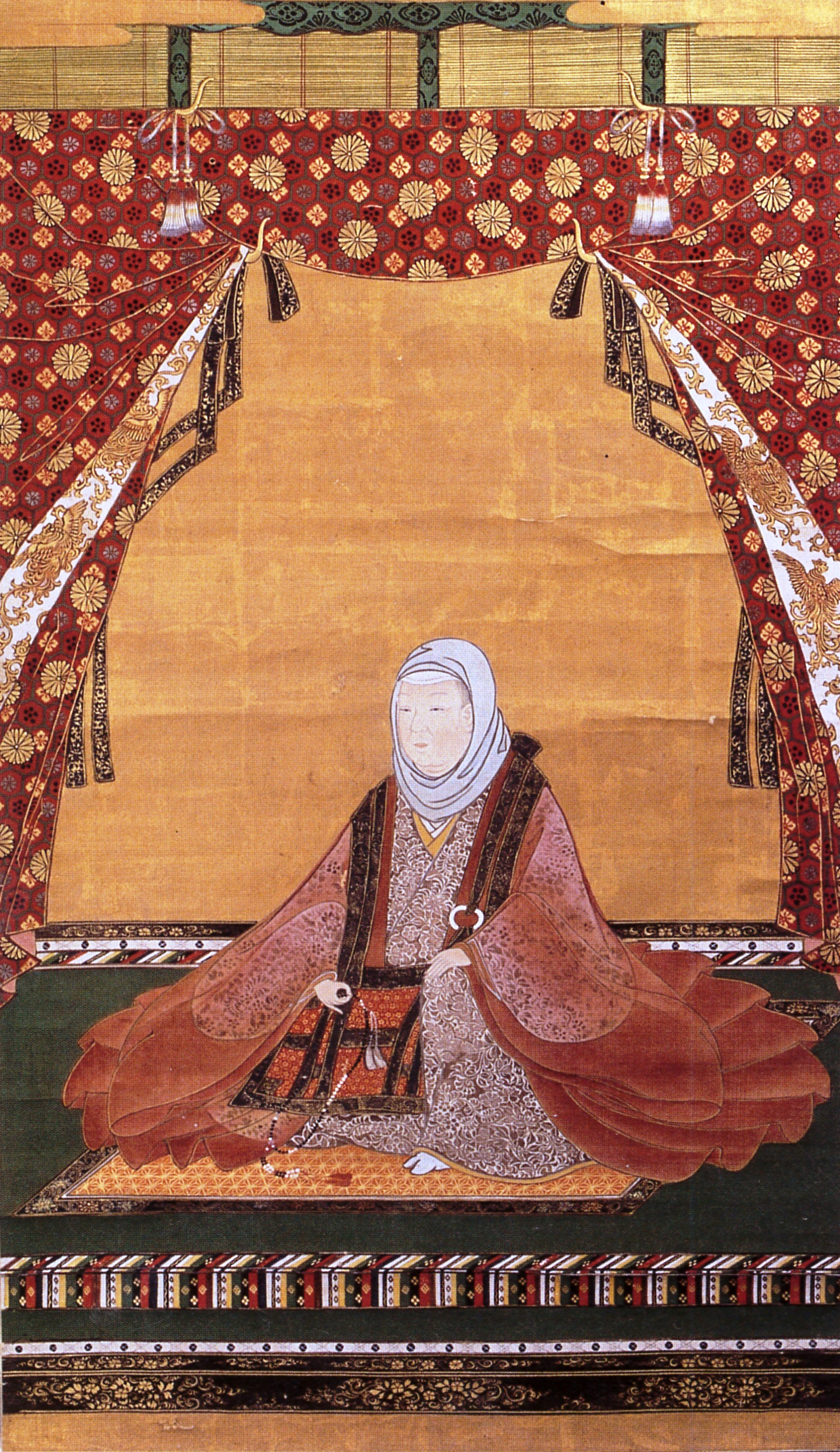
죠코인

조코인(일본어: 常高院、에이로쿠(永禄) 13년(1570년)? － 간에이(寛永) 10년 8월 27일(1633년 9월 30일)은 센고쿠 시대(戦国時代)부터 에도 시대(江戸時代) 초기까지의 여성으로, 교고쿠 씨(京極氏)의 당주인 교고쿠 다카쓰구(京極高次)의 정실이다. 본명은 아자이 하쓰(浅井 初)이다. 하쓰(初)라는 이름으로 알려졌으며 아명은 오나베(御鐺) 또는 오나(於那)이다.
아버지는 오미국(近江国) 오다니성(小谷城)의 성주인 아자이 나가마사(浅井長政)이며 어머니는 오다 노부나가(織田信長)의 여동생인 이치(市)이다. 언니인 차차(茶々, 요도도노), 동생 에요(江与, 스겐인)과 함께 아자이 3자매로 유명하였다.
각각 도요토미 (豊臣) 가문, 도쿠가와(德川) 가문의 당주와 혼인한 다른 두 자매에 비해 상대적으로 신분이 낮은 가문으로 시집간 것으로 여겨지기 쉬우나, 교고쿠 가문 또한 무로마치 시대(室町時代) 이래의 슈고 다이묘(守護大名)이자 4직(四職)의 일원이며 오미 겐지(近江源氏)의 분파로서 당대에는 신흥 가문인 도요토미나 도쿠가와보다 오히려 더 격이 높은 명문가였다고 한다. 또한 교고쿠 가문은 북 오미 지방의 영주 가문으로, 세 자매의 친정인 아자이 (浅井家) 가문의 옛 주군 가문이기도 하였다.
남편 다카쓰구와의 사이에서 자녀가 없어, 동생 에요와 2대 쇼군 도쿠가와 히데타다(徳川秀忠) 사이의 4녀인 하쓰히메(初姫, 고안인興安院), 다카쓰구의 여동생과 우지이에 유키히로(氏家行広) 사이의 딸인 고나(古奈), 다카쓰구와 측실 사이에서 태어난 다다타카(忠高, 생모는 야마다 씨山田氏), 다카마사(高政, 생모는 오구라 씨小倉氏), 이 외 1명 등을 양자, 양녀로 삼아 이들의 양육에 적극적으로 개입하였다. 후일 양녀 하쓰히메를 후계자인 다다타카와 혼인시켰으나 둘 사이에서도 자녀는 없었다. 하쓰히메를 양녀로 삼을 때 죠코인 자신과 이름이 같았기 때문에 후지(藤)라고 개명하였다는 설도 있다. 이런 연유로 본명인 하쓰 외에 후지와라 후지코(藤原 藤子)라는 이름도 가지고 있다.

## 관련 작품

### 드라마
- 《고우~공주들의 전국~》 (NHK, 2011년, 배우:미즈카와 아사미)

## 같이 보기
- 요도도노
- 스겐인